# 사진집

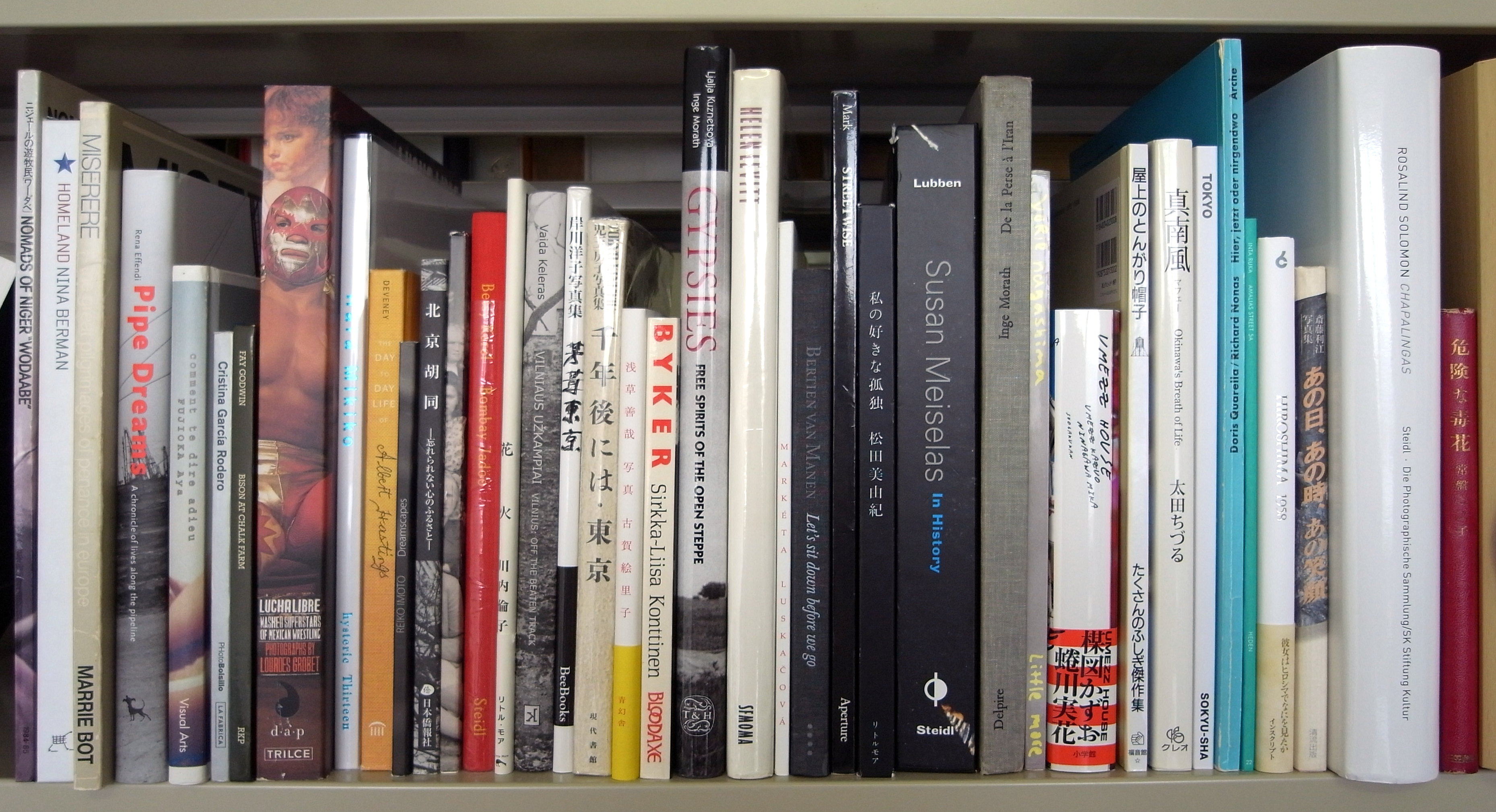
사진집의 예

사진집(寫眞集, photo book or photobook)은 사진을 한 컨셉에 의해 편집한 책이다.
사진이 전체 내용에 상당한 기여를 하는 책이다. 포토북은 커피 테이블 북과 관련이 있으며 종종 커피 테이블 북으로도 사용된다.